# Nagypatak (Bákó megye)
Nagypatak (románul: Valea Mare) volt falu Romániában, Bákó megyében, 1968 óta Forrófalva része.

## Fekvése
A Moldvai-hátság közepén, a Szeret folyó bal partján találhat, Bákótól délnyugatra, Forrófalvától nyugatra. Dombokkal körül vett település. Az éghajlat és domborzat kiválóan alkalmas zöldség és szőlőtermesztésre, ez képezi a lakosság fő jövedelemforrását is.

## Flóra, fauna
A környék legjellemzőbb fa fajtája a bükkfa. A vidék gazdag faunával is rendelkezik, számtalan madárfaj mellett találkozhtunk itt rókával, farkassal, mezei nyúllal, és borzzal is.

## Története
Nagypatakot 1762-ben említi először Ioan Hrizostomul ortodox pap Lunga néven. Leírása szerint a település ekkor 18 házból állt, amelynek lakói mind római-katolikusok voltak. A település templomát 1832-be építette Stanislau Zamoiski pap.
1858-ban az itt járt apostoli küldött, Iosif Tomassi szerint már 1436 lakosa volt a településnek, még mindig kizárólag katolikusok.